# Immenhof – Das große Versprechen
Immenhof – Das große Versprechen ist ein deutsch-belgischer Spielfilm aus dem Jahr 2022 mit Leia Holtwick, Maximilian Befort, Caro Cult, Valeria Huber, Max von Thun und Heiner Lauterbach in den Hauptrollen Regie führte Sharon von Wietersheim. Die Premiere erfolgte am 21. Mai 2022 in München, der deutsche Kinostart war am 26. Mai 2022.

## Handlung
Nachdem Charly ihr Studium an einer Kunstakademie angetreten hat, sorgen die Schwestern Lou und Emmie für das Gestüt. Unterstützung bekommen sie dabei von ihrer Cousine Josy. Als Großstadtmädchen hat diese eigentlich gar keine Ahnung, wie man mit Pferden umgeht. Nachdem auf das Pferd Cagliostro – das beste Rennpferd vom Nachbargestüt Mallinckroth – ein Giftanschlag verübt wurde, entscheidet sich Lou dazu, zusammen mit dem Pferd vom Hof zu flüchten. Zuflucht finden die beiden bei Cal, der abseits der Zivilisation mit seinen halbwilden Pferden zusammenlebt. Hier verspricht Lou dem Pferd, dass es nie wieder an einem Rennen teilnehmen muss, nachdem sie rausgefunden hat, dass Mallinckroth Cagliostro trotz seiner Vergiftung wieder an den Start bringen wollte.
Ein Suchtrupp vom Gestüt Mallinckroth findet schließlich das Versteck von Lou und bringt Cagliostro zurück, gerade noch rechtzeitig um ihn am Rennen anzumelden. Mit Hilfe von Cal gelingt es Lou jedoch die Bluttests von Cagliostro zu manipulieren. Aufgrund des positiven Dopingtests wird Cagliostro von diesem und zukünftigen Rennen ausgeschlossen.

## Produktion und Hintergrund
Bei Immenhof – Das große Versprechen handelt es sich um die Fortsetzung von Immenhof – Das Abenteuer eines Sommers. Der Beginn der Dreharbeiten musste aufgrund der Covid-Pandemie verschoben werden und konnte nur unter strengen Auflagen starten. Die Dreharbeiten fanden vom 7. Juli bis zum 14. Oktober 2020 statt. Drehorte waren in Bayern, im Saarland, Sachsen-Anhalt, Belgien und Spanien. Einige Drehorte wurden vom Vorgängerfilm Immenhof – Das Abenteuer eines Sommers übernommen, so zum Beispiel das Gut Schwaighof in Allmannshofen und der Peterhof in Perl-Borg.
Gefördert wurden die Dreharbeiten vom FilmFernsehFonds Bayern (FFFB), Mitteldeutsche Medienförderung (MDM), nordmedia – Film- und Mediengesellschaft Niedersachsen/Bremen mbH, Saarland Medien, Deutscher Filmförderfonds (DFFF), Filmförderungsanstalt (FFA) sowie Screen Flanders in Belgien.
Für das Kostümbild waren Verena Sapper und Sharon von Wietersheim verantwortlich, für den Ton Uve Haußig, für das Maskenbild Barbara Bijelic und für die Kamera Simon Veroneg.

## Rezeption
Die Filmkritiken fielen eher durchschnittlich aus. Karin Jirsak vergab 2,5 von 5 Sternen und schrieb auf filmstarts.de dass der Film in einer „Parallelwelt, in der alle Mädchen wie Finalistinnen von Germanys Next Topmodel aussehen“  spielt und kritisierte, dass der „Kinderkrimi-Plot nach Schema F“ abläuft. Sie hielt den Film für  „harmlose Unterhaltung für Fans von „Wendy“, „Ostwind“ und „Bibi und Tina““
Das Hamburger Abendblatt titelte ihre Filmkritik „Wie eine Bravo Lovestory aus dem letzten Jahrtausend.“
Lobende Erwähnungen gab es für die Kameraarbeit, zum Beispiel von Björn Schneider (spielfilm.de), der meinte „Unbeschwerte Bilder von edlen, wunderschönen Pferden und imposante Naturaufnahmen bieten der Zielgruppe exakt das, was diese sehen möchte“. Xenja Maria-Fischer (tvmovie.de) befand, dass „vor allem die hervorragende Kameraarbeit im Fokus“ ist. „Besonders gelungen ist die experimentelle Art, Szenen aus den Augen des vergifteten Pferdes zu zeigen.“